# 中银国际证券
中银国际证券股份有限公司，（简称中银证券）经中国证监会批准于2002年2月28日在上海成立，2020年2月26日在上海证券交易所主板上市（上交所：601696），注册资本27.78亿元人民币。中银证券拥有证券业务全牌照，经营范围包括：证券经纪；证券投资咨询；与证券交易、证券投资活动有关的财务顾问；证券承销与保荐；证券自营；证券资产管理；证券投资基金代销；融资融券；代销金融产品；公开募集证券投资基金管理业务；为期货公司提供中间介绍业务。并通过全资子公司中银国际投资有限责任公司、中银资本投资控股有限公司和中银国际期货有限责任公司分别从事私募股权投资业务、另类投资业务和期货业务。公司总部位于上海，并在北京、深圳、广州、南京、武汉等全国80多个主要城市设有110多家分支机构。
2016年7月15日，证监会下调中银证券分类自AA至A。自2021年3月起，云投集团持续减持中银证券股份。2021年半年报显示，中银证券的主营业务为证券经纪业务、资产管理业务、其他、投资银行业务、期货业务，占营收比例分别为：57.42%、21.19%、8.33%、5.73%、5.01%。